# Árpád Thierjung
Árpád Thierjung, né le 2 mai 1914 à Jimbolia et mort le 29 mai 1981 dans la même ville, est un footballeur roumain. Il évolue au poste d'attaquant au Chinezul Timișoara durant les années 1930.

## Biographie
Thierjung est surtout connu pour avoir terminé meilleur buteur du championnat de Roumanie lors de la saison 1937-38 avec 22 buts.